# HD 217754
HD 217754，又名BD+31 4829，SAO 72949、HR 8765，是一颗恒星，视星等为6.57，位于銀經97.38，銀緯-25.63，其B1900.0坐标为赤經22h 57m 46.8s，赤緯+31° -25.63′ 35″。